# BMW R80G/S-serie
De BMW R 80 G/S is een motorfiets van het merk BMW.

## Voorgeschiedenis
In 1970 en 1971 had Herbert Schek de "Deutsche Geländemeisterschaft" boven 500 cc gewonnen met een zelf gemodificeerde R 75/5. Daarna werd dit kampioenschap gedomineerd door opgeboorde Maico's. Hans-Günter von der Marwitz was naast directeur van BMW Motorrad GmbH ook commissaris van de "Oberste Deutsche Motorsportcommission", indertijd het hoogste motorsportorgaan van Duitsland. Schek verzocht hem te proberen een klasse boven 750 cc in te stellen, waarin BMW dan weer toonaangevend kon worden. Dat lukte, en Schek wilde zelf een 800 cc terreinmotor bouwen. Laszlo Peres, ingenieur bij "BMW Versuch", de ontwikkelingsafdeling van het merk, was het daar echter niet mee eens. Hij vond dat zijn afdeling een dergelijke motor moest bouwen, en kreeg daarvoor ook toestemming van Von der Marwitz.

## GS 800
Bij deze motorfiets ging hij uit van de motor en de aandrijflijn van de R 65, waar hij de 90 mm cilinders van de R 90 op monteerde. Samen met de slag van de R 65 (61,5 mm) bereikte hij zo een cilinderinhoud van 782 cc. Verschillende motoronderdelen werden uit magnesium gegoten en er werd ook flink "gewinkeld" bij andere merken. Zo kreeg de machine de tank, de telescoopvork, het voorwiel met trommelrem en het zadel van een Maico, terwijl het 17 inch achterwiel van een Honda Goldwing afkomstig was. De uitlaatdempers kwamen van de Amerikaanse versie van de Yamaha XT 500. Het frame had de lijnen van de gebruikelijke modellen uit de BMW /6-serie, maar was gebouwd van chroommolybdeen en woog samen met de swingarm slechts 7 kilo. Peres wilde wel een monovering toepassen, maar voor een centraal geplaatst veer/demperelement was geen ruimte omdat het luchtfilterhuis in de weg zat. Daarom bouwde hij dit op de cardantunnel. Daardoor was de rechter draagarm al sterk genoeg om het wiel enkelzijdig op te hangen. Dat gebeurde niet, omdat er geen naaf zonder steekas beschikbaar was. De linker draagarm werd daarom niet erg sterk gebouwd en diende alleen voor de bevestiging van de steekas. Hoewel dat niet de opzet van Peres was, zou hier het Monolever-systeem uit voortkomen. Begin 1978 was de machine klaar en Peres zette hem zelf in in het Duitse kampioenschap. Hij werd tweede achter Rolf Witthöft met Kawasaki. In 1979 was al besloten dat de R 80 G/S op de markt zou komen, waardoor het belang van goede resultaten met de GS 800 ook marketingtechnisch ging tellen. Daarom zette BMW twee teams in tijdens de zesdaagse van Neunkirchen. Er werden twee gouden medailles gewonnen door Witthöft en Fritz Witzel jr. Richard Schalber werd met BMW Duits kampioen. In het Europese kampioenschap won Egbert Haas met een 760 cc Maico. In 1980 werd Werner Schütz met BMW Duits kampioen en Rolf Witthöft werd Europees kampioen. In 1981 veranderden de reglementen en het Europees Kampioenschap Enduro ontstond. Door de nieuwe reglementen waren lichte eencilinders in het voordeel, en BMW ging zich concentreren op de woestijnrally's.

## R 80 G/S
Toen de R 80 G/S (Gelände/Strasse) in 1980 op de markt kwam, was dit de eerste motorfiets die voorzien was van het monolever-systeem, waarbij de tunnel van de cardanas tevens fungeerde als eenzijdige achtervork. Deze aluminium tunnel had een doosprofiel, waardoor BMW kon claimen dat de torsiestijfheid zelfs groter was dan bij een dubbele achtervork. Verdere voordelen waren een lager gewicht en het eenvoudiger wisselen van het achterwiel. In de endurosport was dit absoluut een voordeel geweest, maar daar was het nog niet toegepast. De G/S was absoluut niet bestemd als wedstrijdmachine, want in het terrein kon de machine de vergelijking met echte Enduro's of zelfs offroadmotoren niet aan. De machine maakte wel de deelname aan de Dakar-rally mogelijk. Deze werd op sterk gewijzigde machines gereden, die in eerste instantie nog 800 cc cilinderinhoud (GS 800 R) hadden, maar later groeiden via bijna 1000 cc (GS 980 R) tot zelfs 1050 cc (R 1050). BMW positioneerde de machine als “Reiseenduro”, een zware allroadmotor met prima reiskwaliteiten. Dat maakte de motor ook waar, want ondanks de wat zwaarder geprofileerde banden stond hij al snel bekend als een van de best sturende BMW’s ooit. De R 80 G/S werd geleverd van 1980 tot 1987. In die periode werden 21.864 exemplaren geproduceerd, waarvan er een aantal door de Nederlandse importeur Greenib werden omgebouwd tot straatmodel, de R 80. De machine kreeg eigenlijk twee opvolgers: in eerste instantie de R 80 GS, maar (waarschijnlijk) op verzoek van diverse krijgsmachten (o.a. de Deense en de Nederlandse) werd ook een lichter model, de R 65 GS gemaakt.

### Motor
De langsgeplaatste tweecilinderboxermotor was vrijwel rechtstreeks overgenomen uit de R 80/7, maar in details gewijzigd: de cilinders kregen Galnikal (vergelijkbaar met Nikasil) wanden en er werd voor het eerst op een BMW elektronische ontsteking toegepast. Het carter was verstevigd en het smeersysteem verbeterd. Om gewicht te sparen werd de machine geleverd met een kickstarter en een kleine accu. Een grotere accu was leverbaar als een startmotor werd besteld.

### Aandrijflijn
Evenals de R 80/7 had de G/S een vijfversnellingsbak, een enkelvoudige droge plaatkoppeling en cardanaandrijving. De overbrengingsverhouding was afkomstig van de R 60/7, omdat deze korter was dan die van de zwaardere modellen. De G/S had immers meer behoefte aan trekkracht dan aan snelheid.

### Rijwielgedeelte
Er waren gespaakte wielen gebruikt, omdat die minder breekbaar waren bij gebruik in het terrein. De telescoopvork had een veerweg van 200 mm en was voorzien van rubber hoezen (gaiters) om de vorkpoten te beschermen tegen steenslag. Onder het motorblok was een beschermplaat voor het carter geplaatst. De G/S had nog een hoog voorspatbord om de veerweg van het voorwiel mogelijk te maken. Alle uitrustingsstukken waren licht geconstrueerd om het totale gewicht zo laag mogelijk te houden.

## R 80 G/S Paris-Dakar
Na de overwinning van Gaston Rahier in de Dakar-rally van 1984 bracht BMW nog in hetzelfde jaar deze "Dakar" versie van de R 80 G/S uit. De machine had een grotere (32 liter) tank, een eenpersoons zadel, een bagagerek en Paris-Dakar-bestickering. De banden waren Michelin T 61 offroadbanden, die een zwaarder profiel hadden dan de gewoonlijk gebruikte exemplaren. Er werd tegelijkertijd een ombouwset geleverd, waarmee elke bestaande R 80 G/S omgebouwd kon worden tot deze versie.

## GS 800 R
De GS 800 R (door BMW ook wel R 80 G/S genoemd) nam in 1981 deel aan de Rally Parijs-Dakar. Het project werd opgestart in samenwerking met BMW France en de rijders Hubert Auriol, Jean Claude Fenouil en Bernard Neimer kwamen daar ook vandaan. Fenouil en Auriol waren rallyspecialisten, Neimer kwam van de Gendarmerie Nationale. Ten opzichte van de normale R 80 G/S was het frame verstevigd, onder andere met twee verstevigingsbuizen, dwars geplaatst onder het balhoofd. De voorvork was van Maico en was luchtondersteund, de monolever-achtervering was achterwege gelaten, er was een normale swingarm gemonteerd, maar wel met slechts één Bilstein schokdemper met een veerweg van 240 mm. De monolever moest vervallen omdat die niet genoeg ruimte bood voor de 5.00 x 17" achterband. De machine had twee brandstoftanks met een totale inhoud van 42 liter. Eén tank was een gewone zadeltank, de tweede zat boven de versnellingsbak op de plaats waar normaal het luchtfilter zat. Dit luchtfilter was verhuisd naar de bovenkant van de normale tank, waardoor het minder stof opving en sneller te verwisselen was.
In de oliepan zaten gaten waardoor buizen liepen voor een betere koeling van de olie. Achter het zadel zat een antenne om mobilofoonverkeer mogelijk te maken. De speciaal ontwikkelde banden van Dunlop hadden een versterkt karkas met zes lagen. De motor was ten opzichte van de originele R 80 G/S slechts licht gemodificeerd, en leverde 55 pk. Opvallend was dat de machine van de "oude", rondere kleppendeksels voorzien was. Dat zou bijna altijd zo blijven bij de latere rallymotoren van BMW, waarschijnlijk omdat deze kleppendeksels sterker waren dan de net geïntroduceerde, meer hoekige exemplaren.

## GS 980 R
Na het succes in de Dakar-Rally van 1981 kwam BMW in 1982 met de 980 cc versie. Overigens was 980 cc de "normale" cilinderinhoud van alle R 100 modellen. De BMW-constructeurs hadden echter een rekenfout gemaakt, waardoor de versnellingsbakken het gestegen vermogen niet konden verwerken. Halverwege de rally waren alle fabrieks-BMW's uitgevallen. In 1983 was het probleem opgelost. De BMW droeg als typenaam nog steeds "980", maar de cilinderinhoud was inmiddels gestegen naar 1011 cc. De voorvork met 310 mm veerweg kwam van Maico, aan de achterkant waren nu twee veer/demperelementen van Öhlins met 280 mm veerweg geplaatst. De Franse bemoeienis was nog steeds groot: de rijwielgedeelten waren daar ontwikkeld. De motoren werden ontwikkeld door Herbert Schek, voormalig endurorijder en - op zijn vijftigste - eveneens deelnemer in de Dakar-rally. Hij bouwde speciaal voor Gaston Rahier een 1050 cc versie van de machine, die 90 pk leverde. Op de weg haalde deze motor 190 km/uur, op de harde pistes in Afrika werden topsnelheden tot 185 km/uur geschat. Dankzij een chroommolybdeen frame woog deze motor afgetankt (met 47 liter benzine) slechts 198 kg. Rahier haalde er de finish niet mee, maar zijn motor stond model voor de opvolger van de GS 980 R.

## R 1050
In 1984 begon in de Dakar-rally een trend zichtbaar te worden: de pistes werden steeds sneller om de snelle auto's te faciliteren. Lastige obstakels en krappe secties verdwenen. Als gevolg hiervan hadden al veel deelnemende merken zwaardere motorfietsen gemaakt, de Honda XL 500 was al XL 600 geworden, de Yamaha XT 500 was ook naar 600 cc gegroeid. Op basis van de machine van Rahier uit 1983 werden ook dikkere BMW's ingezet. De machine had nu een 1053 cc blok, en de Maico-voorvork was vervangen door een exemplaar van Marzocchi. De verschillende brandstoftanks bevatten samen 60 liter benzine. De veel hogere topsnelheid van de BMW's deed zich duidelijk gelden. Gaston Rahier won er de Dakar-rally in 1984 en 1985 mee.

## R 900 RR
(volgt)

### Technische gegevens
|                 | GS 800                                 | R 80 G/S                               | R 80 G/S P-D                           | GS 800 R                               | GS 980 R 1982                          | GS 980 R 1983                          | R 1050                                 | R 900 RR                               |
| --------------- | -------------------------------------- | -------------------------------------- | -------------------------------------- | -------------------------------------- | -------------------------------------- | -------------------------------------- | -------------------------------------- | -------------------------------------- |
| Periode         | 1978-1980                              | 1980-1987                              | 1984-1987                              | 1981                                   | 1982                                   | 1983                                   | 1984-1986                              | 2000-                                  |
| Categorie       | fabrieks-enduromotor                   | allroadmotor                           | allroadmotor                           | fabrieks-enduromotor                   | fabrieks-enduromotor                   | fabrieks-enduromotor                   | fabrieks-enduromotor                   | fabrieks-enduromotor                   |
| Motortype       | kopklepmotor                           | kopklepmotor                           | kopklepmotor                           | kopklepmotor                           | kopklepmotor                           | kopklepmotor                           | kopklepmotor                           | kopklepmotor                           |
| Bouwwijze       | langsgeplaatste tweecilinderboxermotor | langsgeplaatste tweecilinderboxermotor | langsgeplaatste tweecilinderboxermotor | langsgeplaatste tweecilinderboxermotor | langsgeplaatste tweecilinderboxermotor | langsgeplaatste tweecilinderboxermotor | langsgeplaatste tweecilinderboxermotor | langsgeplaatste tweecilinderboxermotor |
| Boring          | 90 mm                                  | 84,8 mm                                | 84,8 mm                                | 84,8 mm                                | 94 mm                                  | 95,5 mm                                | 97,4 mm                                | onbekend                               |
| Slag            | 61,5 mm                                | 70,6 mm                                | 70,6 mm                                | 70,6 mm                                | 70,6 mm                                | 70,6 mm                                | 70,6 mm                                | volgt                                  |
| Cilinderinhoud  | 782 cc                                 | 797,5 cc                               | 797,5 cc                               | 797,5 cc                               | 980 cc                                 | 1011 cc                                | 1053 cc                                | volgt                                  |
| Max. vermogen   | 40,5 kW/55 pk                          | 37 kW/50 pk                            | 37 kW/50 pk                            | 40,5 kW/55 pk                          | onbekend                               | 53 kW/72 pk                            | 66 kW/90 pk                            | onbekend                               |
| Topsnelheid     | onbekend                               | 168 km/uur                             | 168 km/uur                             | onbekend                               | onbekend                               | onbekend                               | 190 km/h                               | onbekend                               |
| Aandrijving     | cardanaandrijving                      | cardanaandrijving                      | cardanaandrijving                      | cardanaandrijving                      | cardanaandrijving                      | cardanaandrijving                      | cardanaandrijving                      | cardanaandrijving                      |
| Rijwielgedeelte | dubbel wiegframe, buisframe            | dubbel wiegframe, buisframe            | dubbel wiegframe, buisframe            | dubbel wiegframe, buisframe            | dubbel wiegframe, buisframe            | dubbel wiegframe, buisframe            | dubbel wiegframe, buisframe            | dubbel wiegframe, buisframe            |
| Leeg gewicht    | 124 kg (drooggewicht)                  | 186 kg                                 | 186 kg                                 | 130 kg (drooggewicht)                  | 210 kg (rijklaar afgetankt)            | 198 kg (rijklaar afgetankt)            | ca. 230 kg (rijklaar afgetankt)        |                                        |
| Tankinhoud      | 10 liter                               | 19,5 liter                             | 32 liter                               | 42 liter                               | 46 liter                               | 47 liter                               | 60 liter                               | onbekend                               |
| Voorganger      | geen                                   | GS 800                                 | R 80 G/S en GS 800 R                   | GS 800 en R 80 G/S                     | GS 800 R                               | GS 980 R 1982                          | GS 980 R 1983                          | R 1050                                 |
| Opvolger        | geen                                   | R 80 GS                                | R 80 GS                                | GS 980 R 1982                          | GS 980 R 1983                          | R 1050                                 | geen                                   | geen                                   |